# Martina Pretelli
Martina Pretelli (Borgo Maggiore, 28 dicembre 1988) è una velocista sammarinese.

## Biografia
Nata nel 1988 a Borgo Maggiore, a San Marino, a 23 anni ha partecipato ai Giochi olimpici di Londra 2012, nella gara dei 100 m piani, uscendo al turno preliminare, con il terzo posto nella sua batteria (passavano le prime due) e il tempo di 12"41.
In carriera ha preso parte a tre edizioni dei Mondiali, gareggiando sempre nei 100 metri piani e uscendo in tutti i casi in batteria, a Berlino 2009 con il 49º tempo, a Daegu 2011 con il 46º e a Mosca 2013 con il 41º. 
Ai Mondiali indoor si è piazzata 34ª a Valencia 2008, 30ª a Doha 2010, 41ª a Istanbul 2012 e 40ª a Sopot 2014, sempre nei 60 metri piani.
Nel 2014 ha partecipato agli Europei di Zurigo, ottenendo il 36º tempo nelle batterie dei 100 metri piani.
Detiene sei record nazionali sammarinesi: nei 60 metri piani indoor con 7"59, ottenuto nel 2012, nei 100 metri piani con 12"02, ottenuto nel 2011, nei 150 m piani con 18"59, ottenuto nel 2011, nei 200 metri piani indoor con 25"28, ottenuto nel 2012, nei 400 metri piani indoor con 1'00"59 (indoor), ottenuto nel 2011 e nella staffetta 4×100 metri con 49"13, ottenuto nel 2011.

## Record nazionali

### Seniores
- 60 m piani indoor: 7"59 ( Ancona, 7 gennaio 2012)
- 100 m piani: 12"02 ( Schaan, 1º giugno 2011)
- 150 m piani: 18"59 ( Fermo, 10 aprile 2011)
- 200 m piani indoor: 25"28 ( Ancona, 8 gennaio 2012)
- 400 m piani indoor: 1'00"59 ( Ancona, 6 febbraio 2011)
- Staffetta 4×100 m: 49"13 ( Schaan, 4 giugno 2011)

## Palmarès
| Anno | Manifestazione  | Sede     | Evento      | Risultato   | Prestazione | Note |
| ---- | --------------- | -------- | ----------- | ----------- | ----------- | ---- |
| 2008 | Mondiali indoor | Valencia | 60 m piani  | Batteria    | 8"54        |      |
| 2009 | Mondiali        | Berlino  | 100 m piani | Batteria    | 12"65       |      |
| 2010 | Mondiali indoor | Doha     | 60 m piani  | Batteria    | 7"94        |      |
| 2011 | Mondiali        | Daegu    | 100 m piani | Batteria    | 12"27       |      |
| 2012 | Mondiali indoor | Istanbul | 60 m piani  | Batteria    | 7"79        |      |
| 2012 | Giochi olimpici | Londra   | 100 m piani | Preliminare | 12"41       |      |
| 2013 | Mondiali        | Mosca    | 100 m piani | Batteria    | 12"73       |      |
| 2014 | Mondiali indoor | Sopot    | 60 m piani  | Batteria    | 7"94        |      |
| 2014 | Europei         | Zurigo   | 100 m piani | Batteria    | 12"68       |      |